# Michel Malo

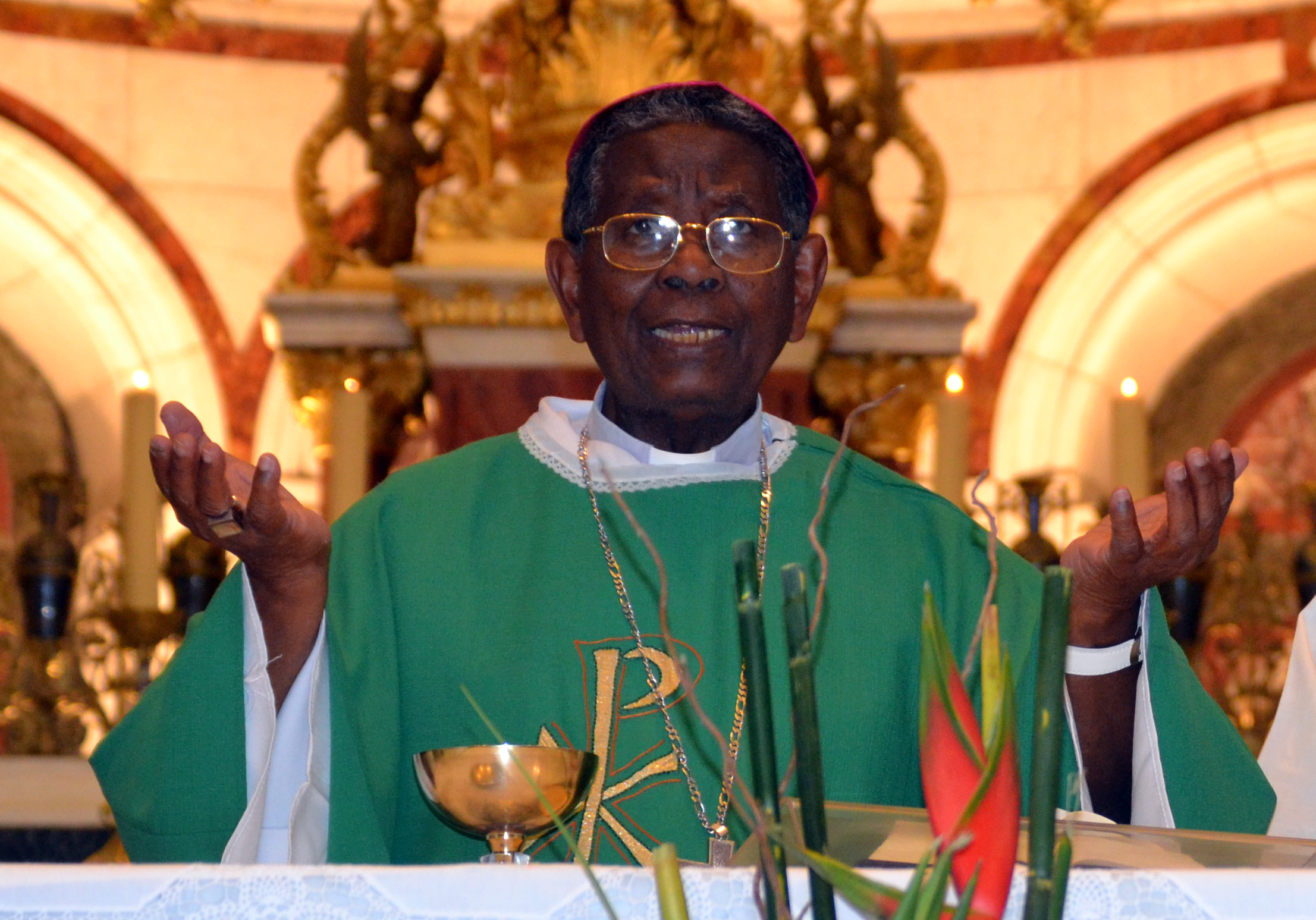
Michel Malo, 2016

Michel Malo IdP (* 24. März 1938 in Maroantsetra) ist ein madagassischer Geistlicher und emeritierter Erzbischof von Antsiranana.

## Leben
Michel Malo empfing am 15. August 1971 die Priesterweihe und wurde in das Säkularinstitut Istituto del Prado inkardiniert.
Papst Johannes Paul II. ernannte ihn am 1. September 1988 zum Weihbischof in Majunga und Titularbischof von Croae. Der Erzbischof von Antsiranana, Albert Joseph Tsiahoana, spendete ihm am 11. Dezember desselben Jahres die Bischofsweihe; Mitkonsekratoren waren Armand Gaétan Razafindratandra, Bischof von Majunga, und René Joseph Rakotondrabé, Bischof von Tuléar.
Am 18. Oktober 1993 wurde er zum Weihbischof in Antsiranana ernannt. Am 29. März 1996 wurde er zum Bischof von Mahajanga ernannt. Am 28. November 1998 wurde er zum Erzbischof von Antsiranana ernannt.
Am 27. November 2013 nahm Papst Franziskus seinen altersbedingten Rücktritt an.